# Mogrus
Mogrus Simon, 1882 è un genere di ragni appartenente alla famiglia Salticidae.

## Distribuzione
Le 27 specie oggi note di questo genere sono state rinvenute in varie località dell'Europa, dell'Asia e dell'Africa.
In Italia sono state reperite due specie di questo genere

## Tassonomia
A dicembre 2010, si compone di 27 specie:
- Mogrus albogularis Simon, 1901 — Sudafrica
- Mogrus antoninus Andreeva, 1976 — Russia, dall'Asia centrale alla Cina
- Mogrus bonneti (Audouin, 1826) — dall'Egitto ad Aden
- Mogrus canescens (C. L. Koch, 1846) — Mediterraneo orientale (presente in Italia)
- Mogrus cognatus Wesolowska & van Harten, 1994 — Yemen
- Mogrus dalmasi Berland & Millot, 1941 — Mali
- Mogrus fabrei Simon, 1885 — Medio Oriente
- Mogrus faizabadicus Andreeva, Kononenko & Prószynski, 1981 — Afghanistan
- Mogrus flavescentemaculatus (Lucas, 1846) — Algeria
- Mogrus frontosus (Simon, 1871) — Corsica, Italia
- Mogrus fulvovittatus Simon, 1882[3] — Egitto, Arabia Saudita, Yemen, Azerbaigian
- Mogrus ignarus Wesolowska, 2000 — Zimbabwe
- Mogrus incertus Denis, 1955 — Libia, Niger
- Mogrus larisae Logunov, 1995 — Asia centrale
- Mogrus leucochelis Pavesi, 1897 — Somalia
- Mogrus linzhiensis Hu, 2001 — Cina
- Mogrus logunovi Prószynski, 2000 — Israele, Giordania, Yemen
- Mogrus macrocephalus Lawrence, 1927 — Namibia
- Mogrus mathisi (Berland & Millot, 1941) — Senegal, dal Niger all'Arabia Saudita, Yemen
- Mogrus mirabilis Wesolowska & van Harten, 1994 — Sudan, Egitto, Arabia Saudita, Yemen
- Mogrus neglectus (Simon, 1868) — Grecia, Macedonia, Turchia, Israele, Azerbaigian
- Mogrus portentosus Wesolowska & van Harten, 1994 — Yemen
- Mogrus praecinctus Simon, 1890 — Yemen
- Mogrus sahariensis Berland & Millot, 1941 — Africa occidentale
- Mogrus semicanus Simon, 1910 — Africa meridionale
- Mogrus sinaicus Prószynski, 2000 — Egitto, Arabia Saudita
- Mogrus valerii Kononenko, 1981 — Turkmenistan, Uzbekistan

### Specie trasferite
- Mogrus ornatus Simon, 1885; trasferita al genere Carrhotus Thorell, 1891, con la denominazione provvisoria di Carrhotus ornatus (Simon, 1885); uno studio degli aracnologi Andreeva, Kononenko & Prószynski del 1981 ha ravvisato la sinonimia di questi esemplari con Carrhotus viduus (C. L. Koch, 1846)[1].

### Nomen dubium
- Mogrus v-albus Simon, 1890; un esemplare maschile, rinvenuto nello Yemen, a seguito di uno studio degli aracnologi Wesolowska & van Harten del 1994, è da considerarsi nomen dubium[1].